# Wald (Ostallgäu járás)
Wald település Németországban, azon belül Bajorországban.

## Szomszédos községek
- Marktoberdorf (észak)
- Lengenwang (kelet)
- Rückholz (dél)
- Görisried (nyugat)
- Unterthingau (északnyugat)

## Népessége
Lakosainak száma 1173 fő (2023. december 31.).
| Lakosok száma | 571  | 1028 | 852  | 946  | 1084 | 1101 | 1135 | 1129 | 1174 | 1173 |
|               | 1875 | 1950 | 1975 | 1987 | 2012 | 2014 | 2016 | 2017 | 2021 | 2023 |